# Jakob Heymann
Jakob Heymann (* 22. Mai 1987 in Bochum) ist ein deutscher Liedermacher, Kabarettist und Unterhaltungskünstler.

## Leben
Jakob Heymann wurde in Bochum-Langendreer geboren, wo er einen großen Teil seiner Jugend verbrachte. Er lebte von 2011 an für einige Jahre in Bremen.
Während seiner pädagogischen Ausbildung, die ihn nach eigenen Angaben sehr geprägt hat, lernte er autodidaktisch Gitarre, Klavier und Gesang. Direkt nach dem Abschluss lebte er für sechs Monate auf Mauritius, wo er die Arbeit an eigenen Liedern vertiefte.
2015 unterzeichnete er einen Plattenvertrag bei Ahuga – Das Liedermacherlabel und ging für ein Jahr als Vorprogramm von Götz Widmann auf Tour durch Deutschland und die Schweiz. Seitdem ist er auch Solo unterwegs. 2019 startete er sein zweites Soloprogramm „Volle Akkus leere Herzen“ (Premiere im Mainzer Unterhaus). Seit 2020 veröffentlicht er seine Musik über das Hauseigene Label "Lametta-music".
2024 ging er mit seinem dritten Soloprogramm „Musik für Optimisten“ auf deutschlandweite Tour. Zudem spielt er regelmäßig mit dem Liedermacher Falk Plücker das gemeinsames Programm „Doppelmoral“.

## Stil
Jakob Heymann begleitet seinen Gesang mit Gitarre, Klavier und einer Loopstation, mit der er Klangflächen kreiert, die bei seinen Liedern unterstützend wirken. Seine Bühnenshows sind geprägt von einem hohen Maß an Improvisation und Elementen des Performance-Theaters. In seiner Musik finden sich Einflüsse aus Rap, Reggae, Pop, Schlager, Chanson und klassischer Liedermacherzunft. Sein Stimmumfang reicht von tiefrauchig bis hoch ins Falsett. Er selbst bezeichnet sich als „tiefsinnigen Quatschpoeten“. Seine Bühnenshows werden als überwiegend humorvoll, ironisch, provokant, satirisch, aber auch als leidenschaftlich, authentisch und hingebungsvoll beschrieben. Stilprägend ist eine Mütze, die er bei fast jedem seiner Auftritte trägt.

## Diskografie
- 2015: Emilia Studioalbum
- 2020: Volle akkus, leere Herzen Studioalbum
- 2024: Musik für Optimisten

## Auszeichnungen
- Obernburger Mühlstein 2020
- Deutscher Kabarett Vize-Meister 2019[10]
- Gewinner NDR-Comedy Contest 2018
- Gewinner des Kupferpfennig-Wettstreits 2018[11]
- Finalist Fränkischer Kabarettpreis[8]
- 2. Platz Hamburger Comedy Pokal 2018
- 3. Platz Rostocker Kleinkunstpreis 2018
- Gewinner Paulaner Solo 2017[3]
- Gewinner Oltner Kabarett-Casting 2017[2]
- Gewinner Bochumer Kleinkunstpreis 2016[1]